# Grêmio Desportivo Prudente
Grêmio Desportivo Prudente (conhecido também por Grêmio Prudente ou apenas Prudente cujo acrônimo é GDP) é uma agremiação esportiva, da cidade de Presidente Prudente, interior de São Paulo. Atualmente disputa o Campeonato Paulista de Futebol - Série A2 e a Copa Paulista.
Foi fundado em 01 de dezembro de 2005, suas cores principais são o vermelho e o azul. O clube nasceu com o nome de Oeste Paulista Esporte Clube pelo meia-atacante Adriano Gerlin da Silva  e tem como presidente André Luis Garcia, empresário e proprietário da FutFanatics.

## História

### Fundação
O objetivo era de alavancar o esporte na cidade de Presidente Prudente, onde foi instalada a sede do time. Ostentando a cor laranja no uniforme principal, o clube logo recebeu um apelido carinhoso da população da cidade, que passou a se referir à equipe como a "Laranja Mecânica". Assim, o OPEC passou a adotar a Laranja como sua mascote, criando uma identidade que lembra a excelente campanha da seleção holandesa, que usa uniforme laranja, na Copa do Mundo de 1974.
Logo, em sua primeira participação em uma competição organizada pela Federação Paulista de Futebol, o Campeonato Paulista da Segunda Divisão de 2006, o Oeste Paulista conseguiu alcançar a oitava posição, deixando para trás equipes tradicionais do estado de São Paulo. No mesmo ano, a equipe sub-20 conseguiu chegar ainda mais longe em sua categoria ao ficar com a terceira colocação do Campeonato Paulista da Segunda Divisão.

### Primeiro título e acesso
No ano de 2007, o presidente do clube, Adriano Gerlin, passou a integrar o elenco dirigido por seu irmão, o técnico Juliano Gerlin, conquistando o primeiro lugar no Campeonato Paulista Segunda Divisão e o direito de disputar a Série A3 no ano seguinte. Em 2008, a equipe ficou muito próxima de conseguir um novo acesso, classificando-se para a segunda fase da competição, mas terminou no quarto lugar do grupo. Precisando apenas de uma vitória pra garantir o acesso para a Série A2 de 2009, o clube tomou um goleada histórica de 7 a 0 para o Linense deixando a vaga escapar para a equipe de Lins

### Rebaixamento e licenciamento de competições (2009-2011)
Em 2009, após alguns problemas de planejamento e uma campanha abaixo das expectativas, o Oeste Paulista foi rebaixado, encerrando sua participação na Série A3 na 17ª colocação. Devido a problemas financeiros, o clube cogitou em mudar sua sede para Dracena, o que não aconteceu, optando então em se licenciar de competições permanecendo 2010 e 2011 sem participar de nenhum campeonato. mantendo apenas as categorias de base

### Mudança de nome e luta pelo acesso
No ano seguinte, 2012, o clube através de sua filiação na FPF, é adquirido por um grupo de empresários e ex-jogadores como Antonio Carlos Zago e Bernardo Silva que saldou as dividas e alteraram o nome para "Grêmio Desportivo Prudente", visto a grande visibilidade que o antigo Grêmio Prudente, atual Grêmio Barueri, trouxe para a cidade.. Vale ressaltar que os anos em que o Grêmio Barueri esteve em Presidente Prudente, foram os anos em que o Oeste Paulista esteve licenciado.
Já como Grêmio Desportivo Prudente, o time voltou as atividades naquele ano disputando o Campeonato Paulista Segunda Divisão, ainda com uma campanha modesta, terminando o campeonato na 25º colocação, sendo eliminado na primeira fase
Após adquirir uma nova diretoria o time bateu na trave pela primeira vez na luta pelo acesso em 2014. Fez uma grande campanha no campeonato, porém não suficiente para o acesso sendo eliminado na quarta e última fase, antes da fase semi-final, na ocasião os quatro melhores times subiam. 
Depois de campanhas medianas, o Grêmio Prudente terminou o Campeonato Paulista de 2018 na 37° posição de 40 times participantes, não vencendo um jogo sequer dos quatorze disputados na primeira fase. Foi o balde de água fria que causou um novo licenciamento 

### Início da gestão FutFanatics e o Bicampeonato daSérie A4
Na metade de 2019, após uma reformulação em toda a diretoria e com uma nova administração, por meio de uma votação no site Mantos do Futebol, o clube mudou seu escudo (criado pelo designer Diogo Palilo), sua mascote e seu uniforme, gerando uma grande expectativa em seus torcedores com a possibilidade de um retorno ao cenário profissional.
Os dois primeiros anos da década de 20 animaram o torcedor Prudentino. Em 2020, depois de vencer o primeiro jogo da semifinal contra o Bandeirante por 1x0, bastava um empate no jogo de volta para conquistar o acesso, porém perdeu o segundo jogo por 2x0, adiando mais uma vez o sonho do acesso. Já em 2021, dessa vez o sonho do acesso não veio contra o União Suzano, foram duas derrotas, em Presidente Prudente por 3x2 e em Suzano por 4x0, o que não fizeram desistir e buscar o acesso em 2022.
Dono da melhor campanha geral, o time prudentino disputou a final contra a Itapirense vencendo pelo placar agregado de 3x0, sendo 2x0 em Itapira e 1x0 no Prudentão, campanha que trouxe o acesso e o titulo de maneira invicta.

### Estreia na Copa Paulista e o Vice da Série A3
2023 ficou marcado para o Grêmio Prudente como um time competitivo, chegando em duas semifinais na temporada, bateu na trave para o acesso a A2 após empatar com o São José em casa sem gols e perder o segundo jogo na casa do adversário diante de 12 mil pessoas pelo placar de 1x0. Na Copa Paulista do mesmo ano, se reencontram em mais uma decisão, o primeiro jogo da semi-final, novamente um empate, porém no jogo decisivo o São José levou a melhor por 2x0, indo para mais uma final e deixando os Prudentinos pelo meio do caminho.
Depois da boa campanha no ano anterior, o Grêmio Prudente chegou ao acesso após vencer a equipe do São Bernardo pelo placar agregado de 3x2 (2x1 em Presidente Prudente e 1x1 em Santo André no Estádio Bruno José Daniel). Foi uma campanha consistente na fase de grupos e sendo coroada com o acesso na semi final do campeonato, ainda eliminando o Bragantino II na fase anterior.
Na final, o time empatou em casa, e perdeu o segundo jogo para a equipe do Votuporanguense, consagrando vice-campeão da Série A3 2024.

## Torcidas
A torcida Ultras Prudentino, criada em 8 de janeiro de 2010, por ex membros da Força Jovem OPEC, entre eles o então futuro jornalista João Paulo Tilio, apoiava o Grêmio Prudente, que atualmente possui sede em Barueri.  A torcida contava com quase trezentos associados cadastrados, instrumentos de bateria (surdo, caixa, repinique), duas faixas, sendo uma oficial de 110m e a secundária de 30m, uma bandeira 5x5m, além dos demais artigos e do patrimônio conquistado ao longo dos dois anos de luta. A torcida tem como lema Caráter, Humildade e União, representando a cidade de Presidente Prudente dentro e fora de casa, como nas caravanas realizadas contra a Portuguesa no Estádio Canindé, contra o Santo André no estádio Bruno José Daniel e contra o Linense, na casa do adversário. Após o retorno do Grêmio Barueri para sua sede de origem, a torcida Ultras ficou novamente órfã de um clube, até ressurgir o Grêmio Desportivo Prudente, antigo OPEC. Porém, a relação entre torcida e clube era quase zero. Por conta de alguns atritos com a diretoria, parou de frequentar os jogos do Grêmio Prudente, mesmo sendo a maior do Oeste Paulista, até em 2023, quando decidiu retornar a apoiar o clube depois de 10 anos distante, o retorno foi marcado na partida de ida da semi final do Paulistão A3 contra a equipe do São José 
Em 2015, trazendo o lema União, Respeito e Disposição  Nasceu a torcida a Fúria Prudentina, única organizada presente em todos os jogos sejam eles em casa ou fora, que tem como lema união, respeito e disposição. Em 2023, pela série A3 a torcida realizou caravanas contra as equipes do Marília no Abreuzão, no duelo do acesso contra a equipe do São José, no estádio Martins Pereira, encarando mais de 1200km ida e volta. Já pela Copa Paulista, destaca-se as caravanas para Sorocaba no estádio Walter Ribeiro contra a equipe do São Bento e contra a Portuguesa no Canindé. Em 2024, realizou-se a maior caravana da Fúria Prudentina, rumo a Santo André acompanhar o acesso gremista. 

## Estádio

### Estádio Prudentão

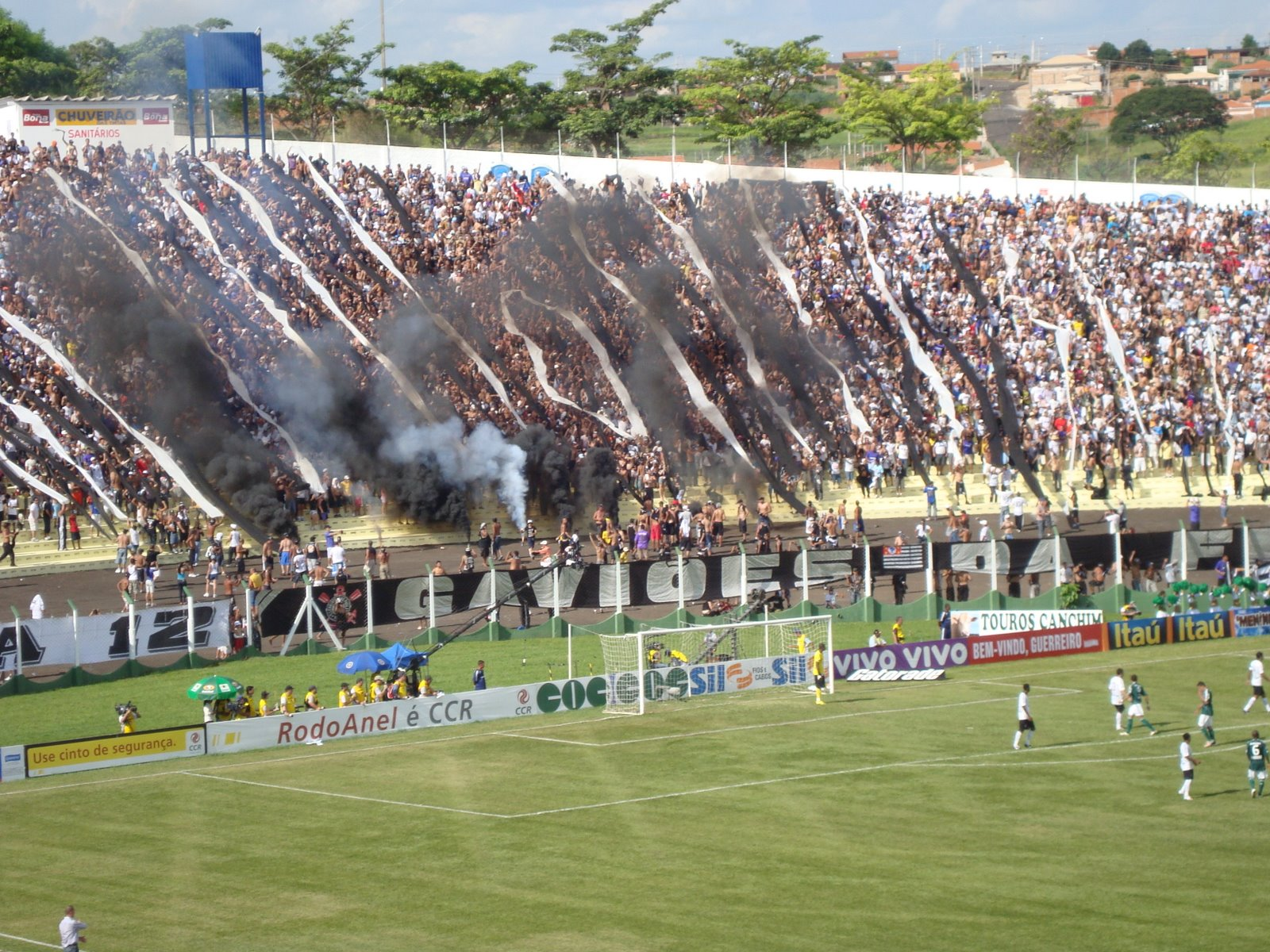
Estadio Prudentão em um Derby Paulista (Corinthians x Palmeiras) Partida Valida Pelo Paulistão 2009

O clube manda seus jogos no Estádio Paulo Constantino, mais conhecido como Prudentão, possui capacidade para 45.954 pessoas e as dimensões do campo 105m x 68m. Foi inaugurado em 12 de outubro de 1982, com a partida entre Santos e Corinthians Prudentino (Corintinha). Após alguns anos, passou a ser fequentes as partidas que envolveram os clássicos paulistas "Palmeiras x Corinthians", sendo que em 2009, são dois jogos tendo o Verdão do Parque Antártica como mandante e apenas um jogo tendo o Alvinegro do Parque São Jorge como mandante.

### Estádio Municipal Caetano Peretti
O estádio com aproximadamente 3.500 pessoas de capacidade máxima, é o atual campo que o time utiliza para treinamentos. Apesar da boa estrutura do local, não atende as exigências da federação paulista para que possa ser realizados jogos profissionais no estádio. O Grêmio Prudente utiliza o mesmo para treinos.[carece de fontes?]

## Rivalidades

### Rivalidade Regional
Seu rival municipal é o Presidente Prudente, tendo disputado 8 partidas e vencido 5, não havendo perdido nunca em partidas oficiais para o Tricolor da Vila.[carece de fontes?]
A nível regional os clubes contra os quais mais disputou partidas são o Assisense (20), Osvaldo Cruz (18), VOCEM (16), Tupã (10), Santacruzense (8) e Bandeirante (7) muito por conta da primeira fase da Série B do Paulistão ser regionalizada.[carece de fontes?]

### Rivalidade Estadual
Seu principal rival estadual é o  XV de Jaú. A rivalidade se construiu a partir do ano de 2016, quando as equipes se enfrentaram pela primeira vez. Naquele ano, pela Campeonato Paulista de Futebol - Série A4, pela 2° fase (fase que antecedia as quartas de final) o Grêmio Prudente chegou na última rodada precisando vencer o já eliminado Jabaquara em casa e e torcer por pelo menos um empate do Taboão da Serra jogando em Jaú.[carece de fontes?] O time prudentino fez sua parte e goleou a equipe de Santos por 6 a 0. Já em Jaú, o time da casa estava vencendo até os 40 da etapa final, quando o Taboão da Serra empatou o jogo (resultado ainda classificava o time prudentino). Porém aos 50 minutos do 2° tempo veio a virada assim eliminando o Grêmio Prudente.[carece de fontes?]
Outra  rivalidade travada é entre Grêmio Prudente e São José Esporte Clube , que iniciou-se a partir de 2023 com a disputa do Paulista série A3.Somente nessa edição, as equipes se enfrentaram 5 vezes, duas em Presidente Prudente e três em São José dos Campos, no entanto, quatro das cinco partidas terminaram empatadas. A rivalidade surgiu após diversas provocações de ambas as partes, tanto de torcedores quanto de jogadores, principalmente no quadrangular final da disputa do estadual. Na semi final da competição, voltaram a se enfrentar no duelo que decidiria o time que subiria para a Série A2. A equipe de São José levou a melhor com 1 a 0 no placar agregado. Ainda em 2023, o time Prudentino voltou a enfrentar a equipe de São José pela Copa Paulista, em dois jogos de mata-mata, tendo sido eliminado mais uma vez, aumentando ainda mais a rivalidade entre as duas equipes.

## Títulos
| Estaduais | Estaduais                      | Estaduais | Estaduais    |
|           | Competição                     | Títulos   | Temporadas   |
| --------- | ------------------------------ | --------- | ------------ |
|           | Campeonato Paulista - Série A4 | 2         | 2007* e 2022 |

 *Com o nome de Oeste Paulista Esporte Clube

### Campanhas de destaque
| DESTAQUES                      | DESTAQUES           |
| Competição                     | Campanhas           |
| ------------------------------ | ------------------- |
| Campeonato Paulista – Série A3 | Vice-campeão (2024) |

## Evolução dos Escudos
| Escudos do Grêmio Desportivo Prudente | Escudos do Grêmio Desportivo Prudente | Escudos do Grêmio Desportivo Prudente | Escudos do Grêmio Desportivo Prudente | Escudos do Grêmio Desportivo Prudente | Escudos do Grêmio Desportivo Prudente | Escudos do Grêmio Desportivo Prudente | Escudos do Grêmio Desportivo Prudente |
| 2005 a 2012                           | 2012 a 2019                           | 2019 e atual                          |                                       |                                       |                                       |                                       |                                       |
| ------------------------------------- | ------------------------------------- | ------------------------------------- | ------------------------------------- | ------------------------------------- | ------------------------------------- | ------------------------------------- | ------------------------------------- |

## Estatísticas

### Participações
| Aumento | Promovido à divisão superior  |
| Baixa   | Rebaixado à divisão inferior  |
| Inativo | Inativo na temporada seguinte |

|  | Participações em 2025 |

| Competição | Competição    | Temporadas | Melhor campanha       | Anos                              | A | R |
| São Paulo  | Série A2      | 1          | 9º colocado (2025)    | 2025                              | – | – |
| São Paulo  | Série A3      | 4          | Vice-campeão (2024)   | 2008-2009 e 2023-2024             | 1 | 1 |
| São Paulo  | Serie A4      | 12         | Campeão (2007 e 2022) | 2006-2007 , 2012-2018 e 2020-2022 | 2 | – |
| São Paulo  | Copa Paulista | 3          | Semifinal (2023)      | 2023-2025                         |   |   |

### Últimas dez temporadas
Legenda:
| Campeão Vice-campeão Eliminado nas semifinais | Campeão e promovido à divisão superior Vice-campeão e/ou promovido à divisão superior Rebaixado à divisão inferior | Classificado à fase de grupos da Copa Libertadores Classificado à fase preliminar da Copa Libertadores Classificado à Copa Sul-Americana Campeão do Campeonato do Interior |